# ネオプラン・スカイライナー

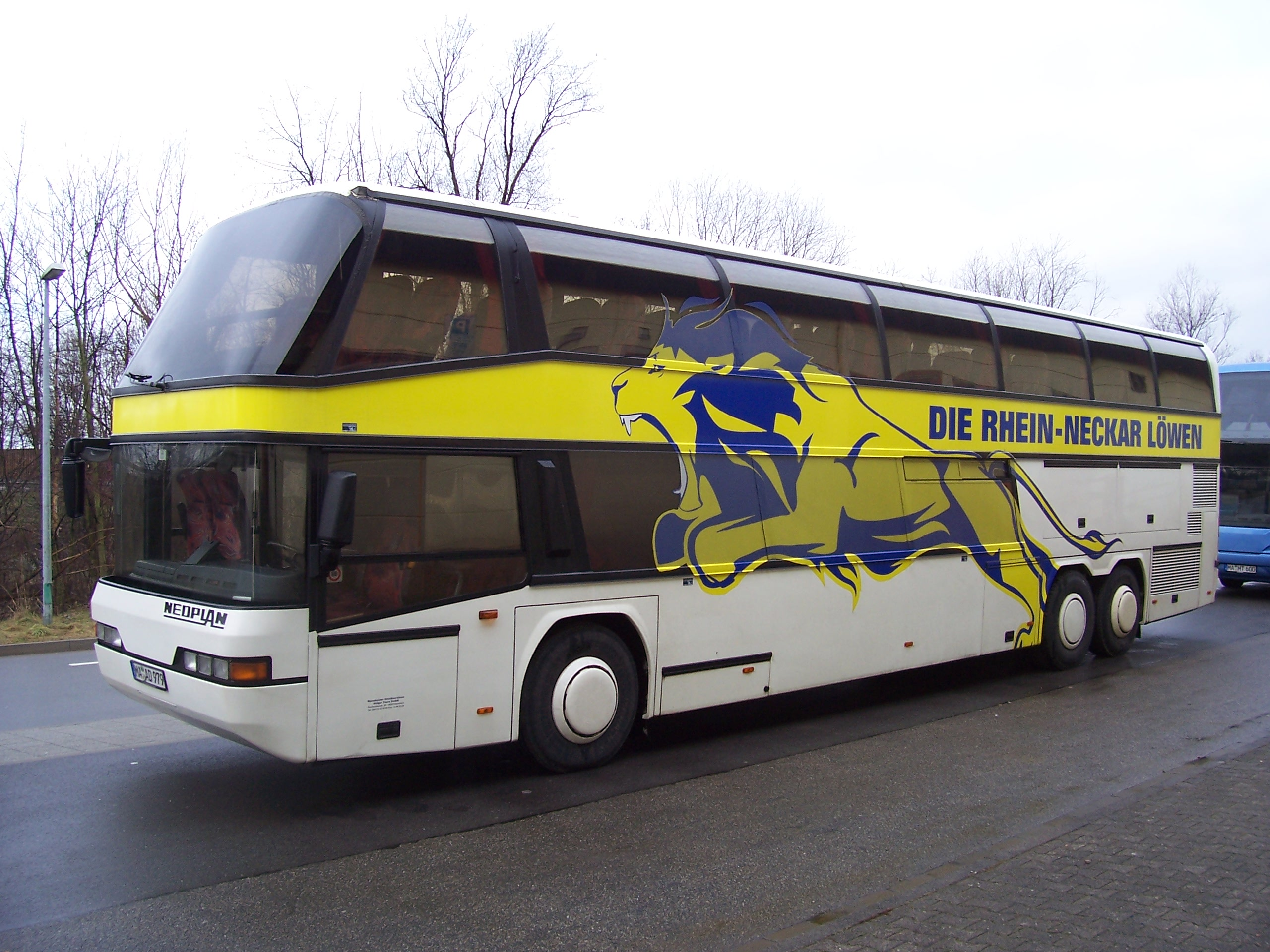
2006年（ドイツ・フィールンハイムにて）

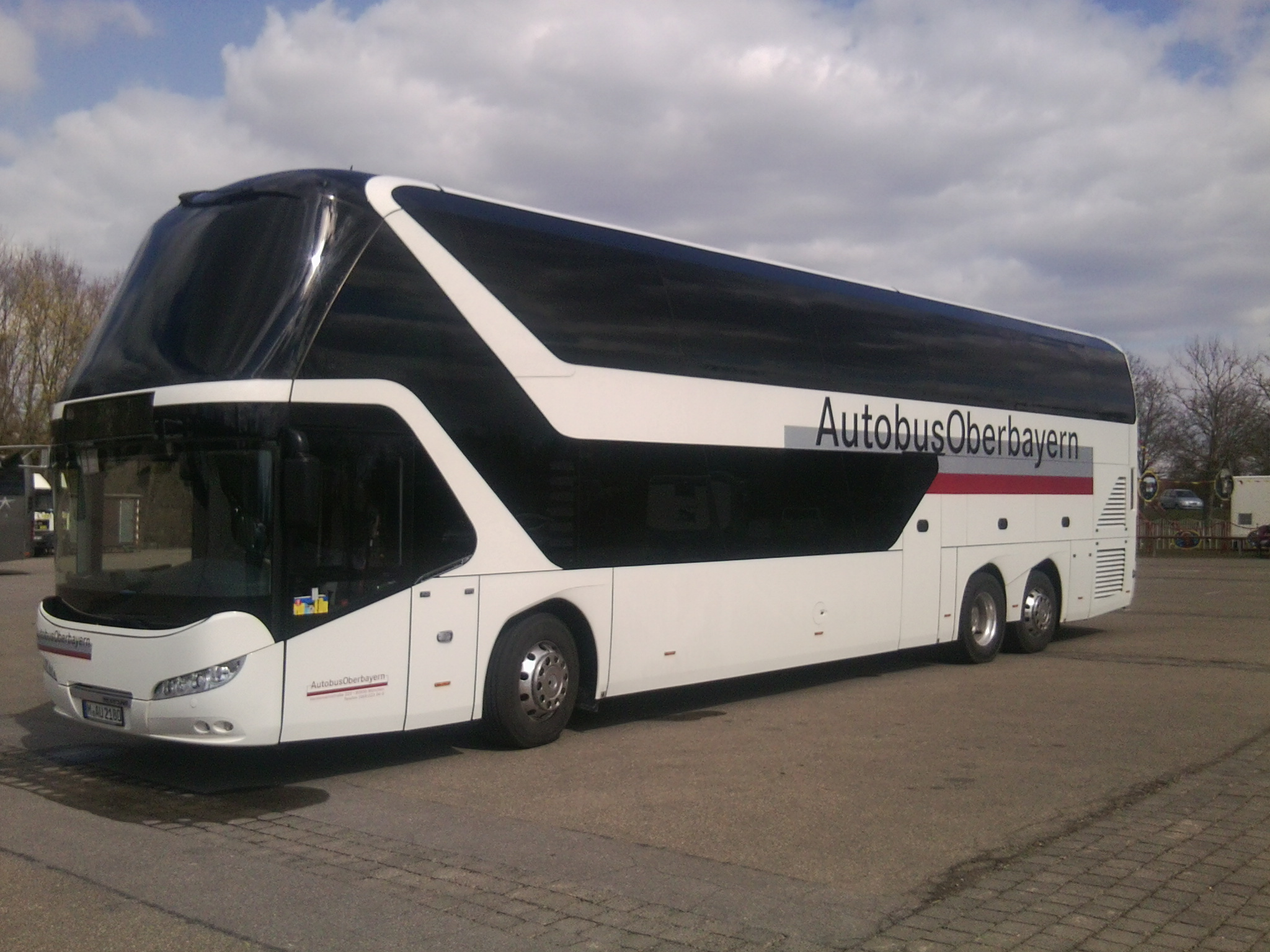
2011年（ドイツ・オートバス・オーバーバイエルン所有）

スカイライナー(Skyliner)は、ドイツのゴットロープ・アウヴェルター（Gottlob Auwärter）社が展開するネオプランブランドの2階建て観光バスである。

## 概要
1964年、創業者の次男であるコンラート・アウヴェルター（Konrad Auwärter）が発表した2階建て観光バスコンセプト "Do-Bus" を端緒とする。それまでは2階建てバスは大量輸送に向いている車両として、路線バス向けの車両がほとんどであったが、ネオプランは安定性を高めるために低床ボディを実現させるためのステアリング機構を開発、観光バスとして1967年に商品化された。これらはその後のネオプランの観光バスに生かされ、企業イメージの向上に資するものとなった。
2009年モデルは全長12.44mの「スカイライナーC」と全長13.79mの「スカイライナーL」がある。いずれも2階建て・3軸モデルで、エンジンはMAN製の12,412cc直列6気筒コモンレール式ディーゼルターボエンジン D2676（473馬力）を搭載する。なお、全幅が2.55m、全高が4.00mであることから、日本の道路法の規定で特大車扱いとなり、通常の公道走行が困難なことから日本には導入されていない。
なお日本市場に向けて開発された、全長9m仕様の車体に関してはクラブライナーと呼ばれる。

## 日本におけるスカイライナー
日本では、大阪の中央交通が1979年に輸入したのが最初である。これにより、観光バス会社では他社の輸入も含めて2階建てバスブームが起き、ついには国内バスメーカーも1961年の日野・ビスタコーチ以来、18年ぶりに2階建てバスの開発を行う事態になった。また、多くのバス会社が貸切車の看板車として導入、中小の貸切バス事業者向けには全長9m仕様車も輸入された。なお国産2階建てバスの構造要件策定にあたってはスカイライナーを参考にした。
1981年4月に東京都交通局が台東区の委託を受けて上野広小路 - 浅草雷門間の二階01系統にスカイライナーを導入、続いて1983年には常磐交通がいわき - 郡山 - 会津若松線「スワン号」に導入し、2階建てバスによる路線バス運行の可能性を模索した。
ブームが落ちついた後も、わずかながら観光バスとしての輸入は続いていたが、1997年になってJRバス関東が、室内空間の広さに着目し、夜行高速バス「ドリーム号」用の車両として導入を開始した。独立3列シートのスカイライナーは中央交通とローレル観光バスも導入し、主に都市間夜行ツアーバスとして運用されているが、欧州のバスには見られない独立3列シート仕様を純正シートで実現している点が、日本市場への順応ぶりを示すものとして特筆される。
日の丸自動車興業は東京都交通局から購入したスカイライナー3台をドイツへ里帰りさせて2階部分をオープンバスに改造、2004年9月から「スカイバス東京」に就役している。この車はかつて上野広小路 - 浅草雷門間で活躍していた2代目の車だった。2012年には「アメリカンドリーム」として導入した4台もスカイバスに改造している。
この他、変わったところではアート引越センターが1983年に導入した「ドリームサルーン・ナイス21」が挙げられる。1階を全て荷物スペースとした上で、2階に客室スペースを設けることで、引越しの荷物と居住者を同時に輸送することを可能にした車両となっていた。しかし、バリアフリー対応が困難だったため、現在は代替されている。

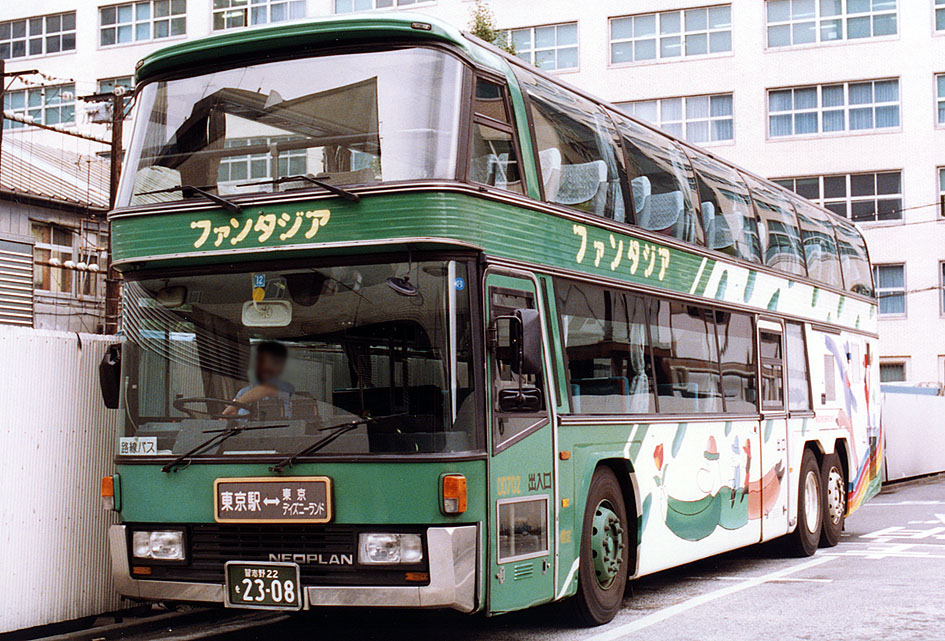
スカイライナー初期モデル 東京空港交通
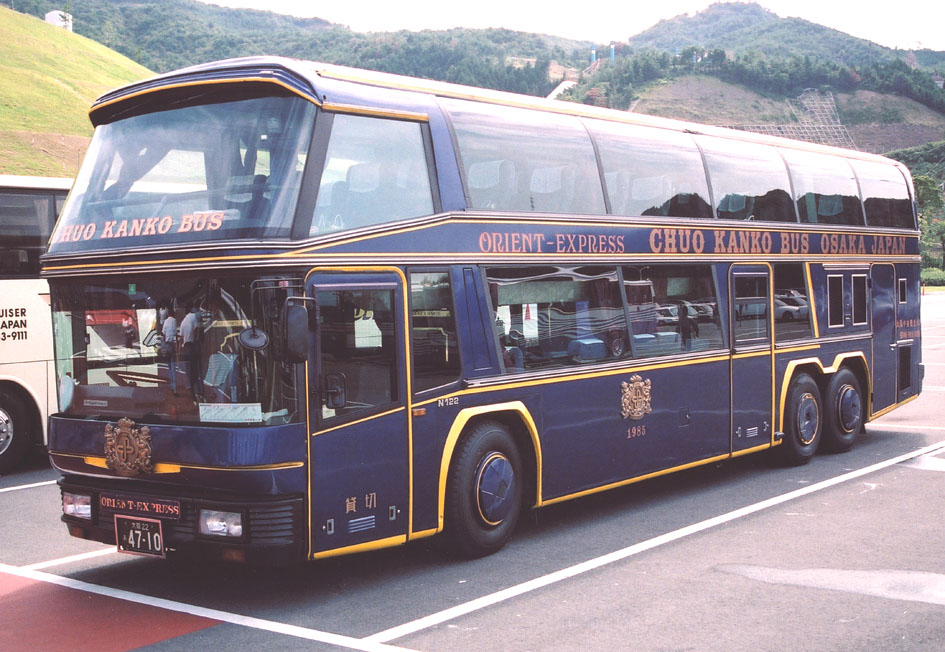
スカイライナー初期モデル（1983年式）大阪中央観光
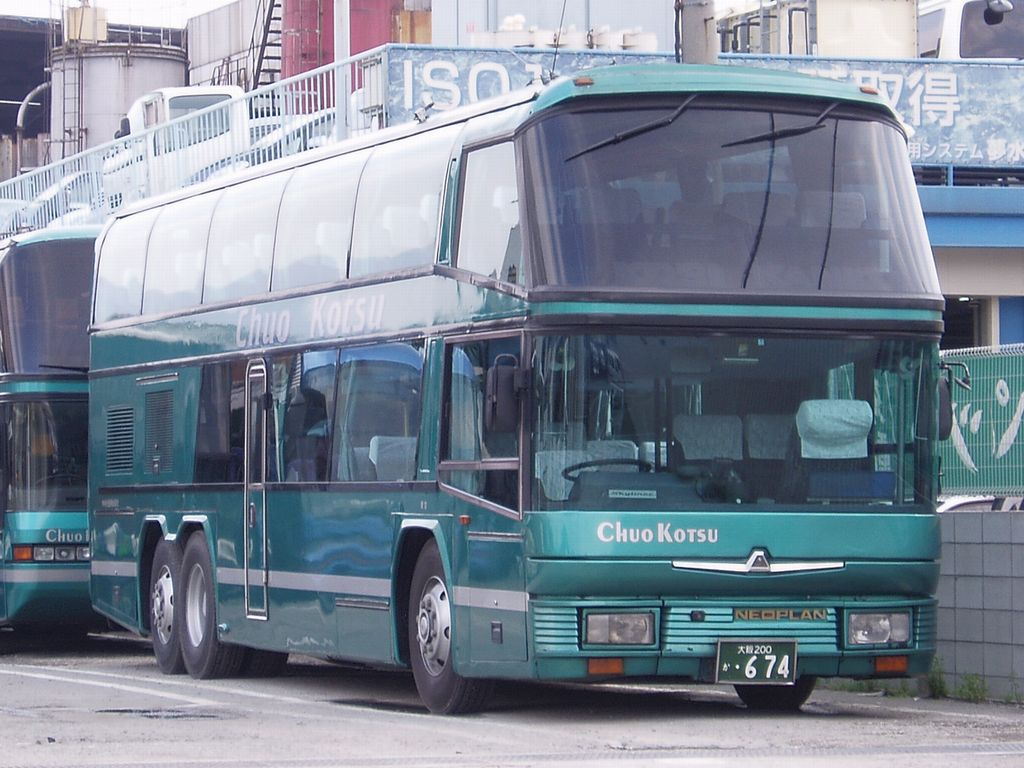
スカイライナー初期モデル（1986年式）中央交通 なお、この車両は日産ディーゼルのエンジンを搭載する
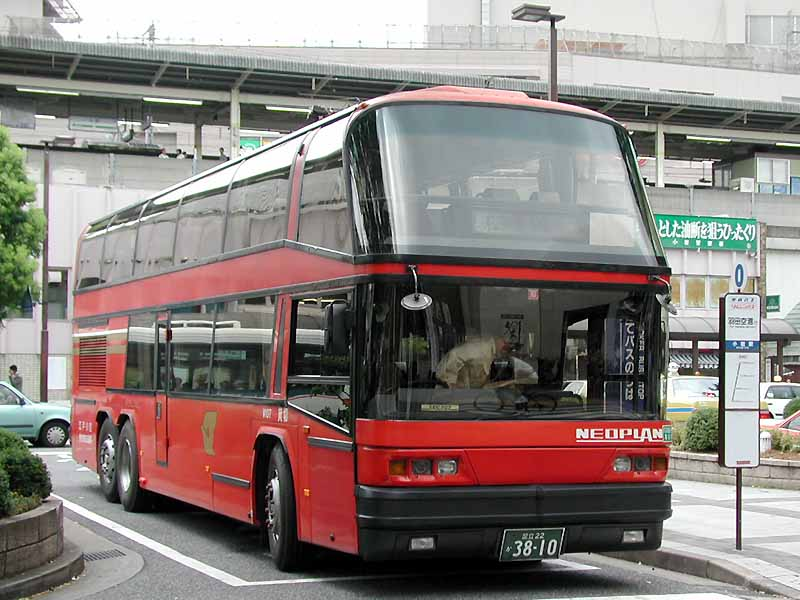
スカイライナー先々代モデル（1989年式）江戸川区/東京都交通局
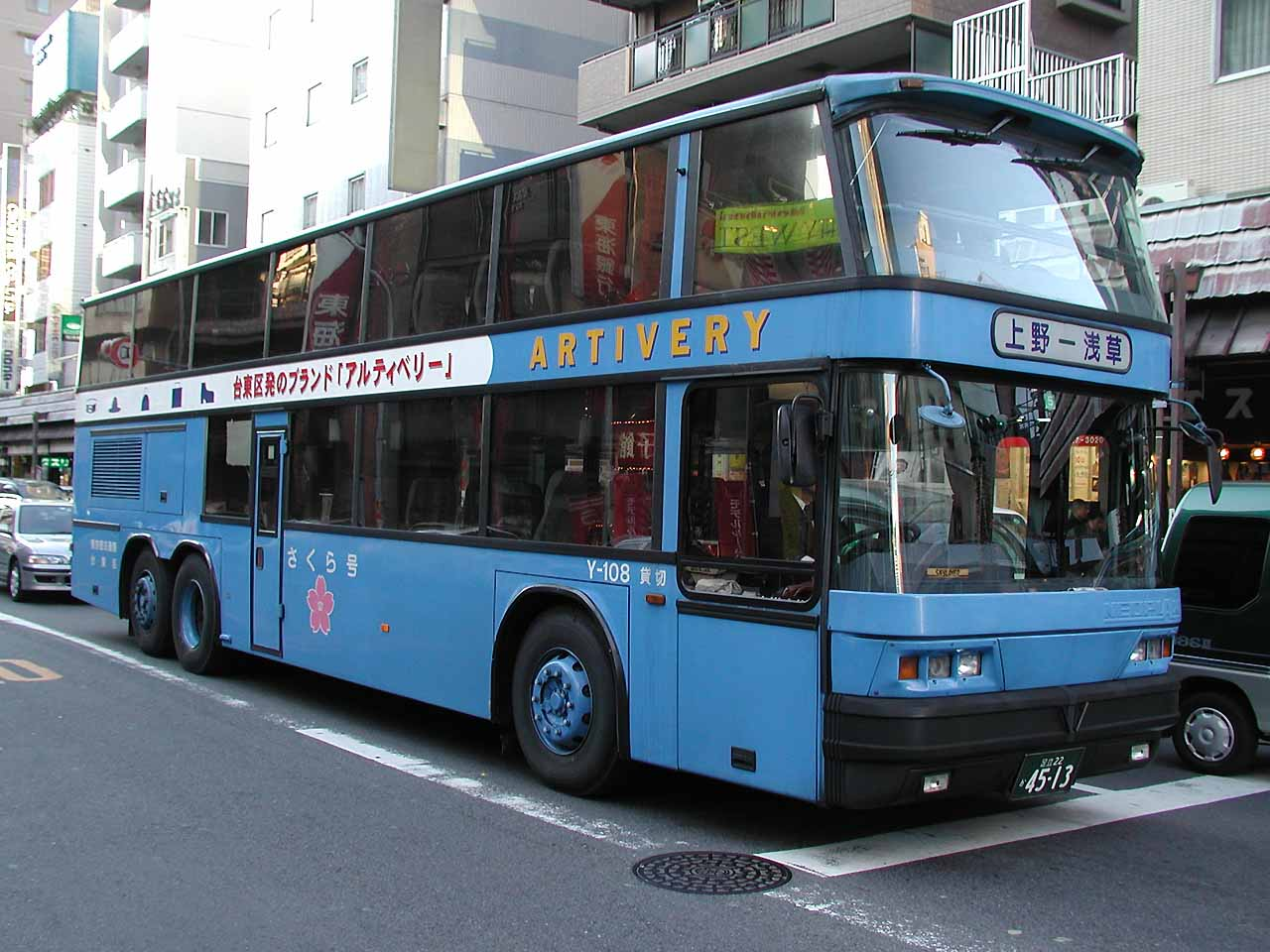
スカイライナー先々代モデル（1992年式）台東区/東京都交通局
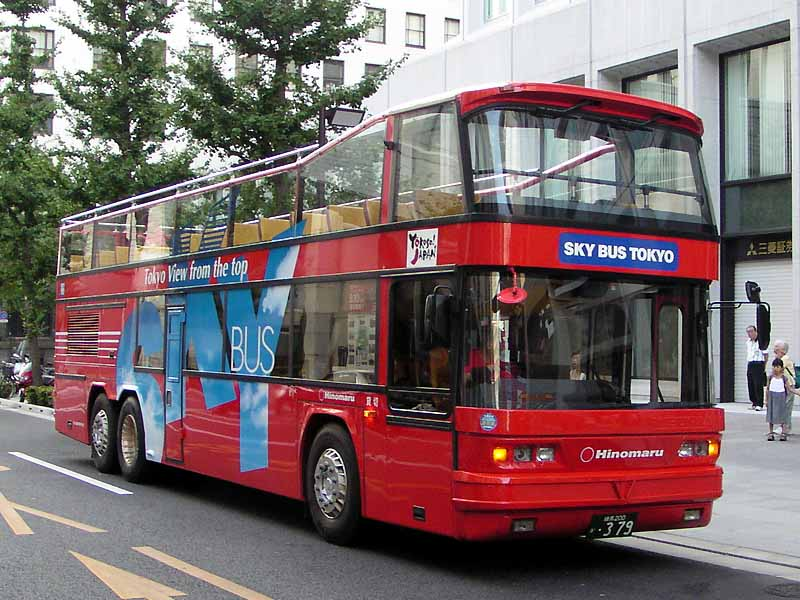
スカイライナー先々代モデル（1992年式）日の丸自動車興業「スカイバス東京」
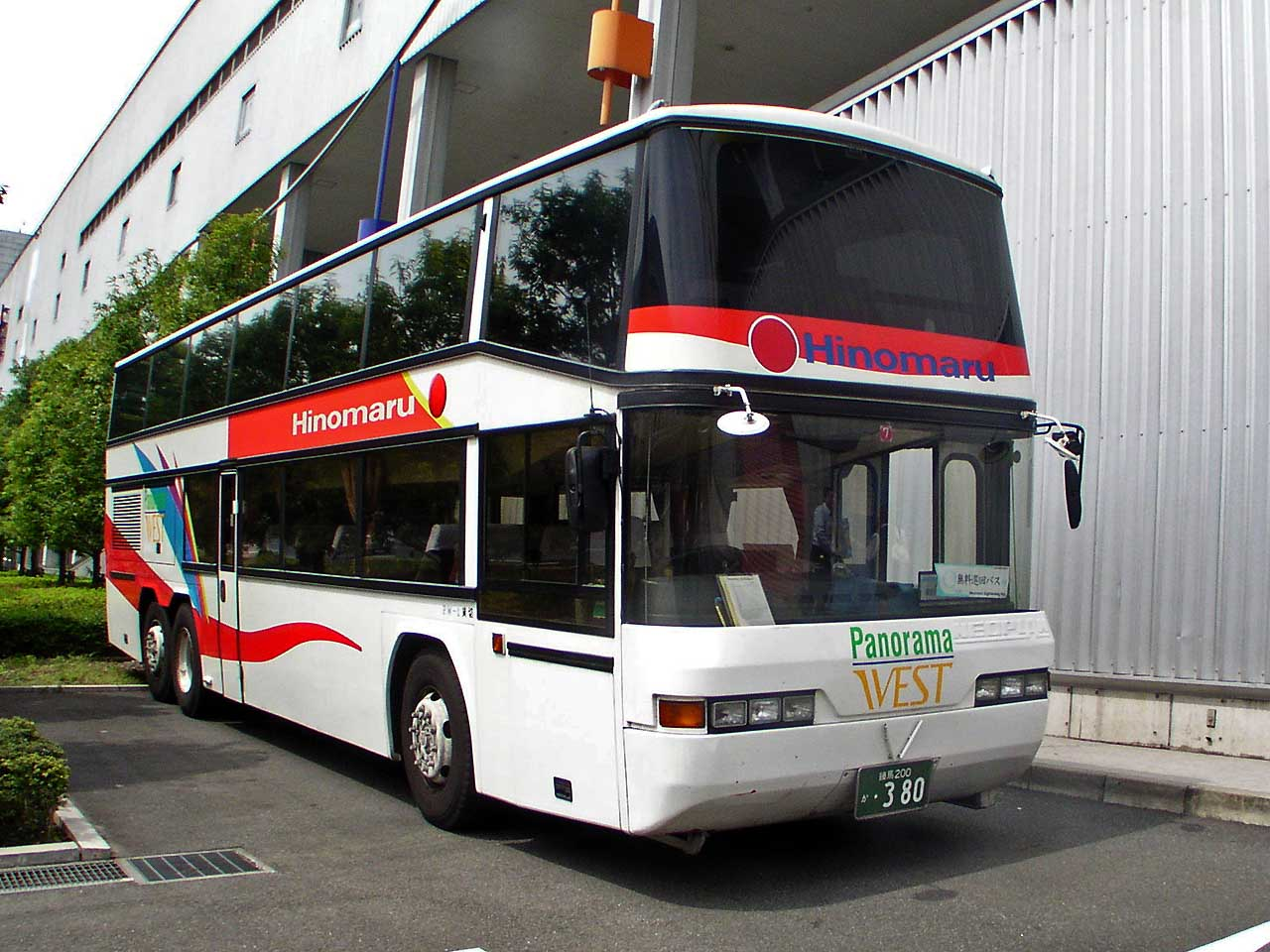
スカイライナー先代モデル（1994年式）日の丸自動車興業 ※スカイバス改造前
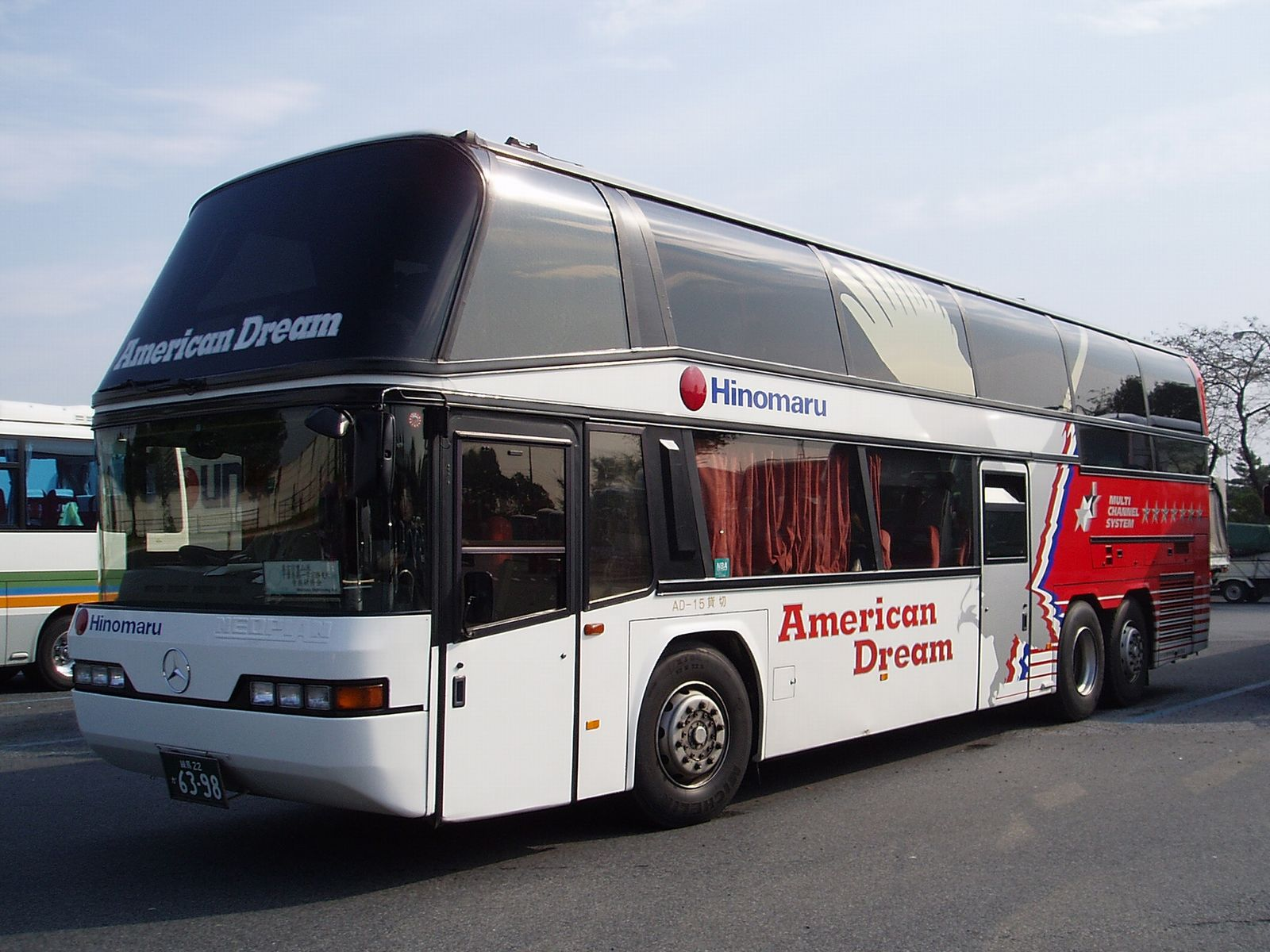
スカイライナー先代モデル（1994年式）日の丸自動車興業「アメリカンドリーム」（スカイバスに改造）
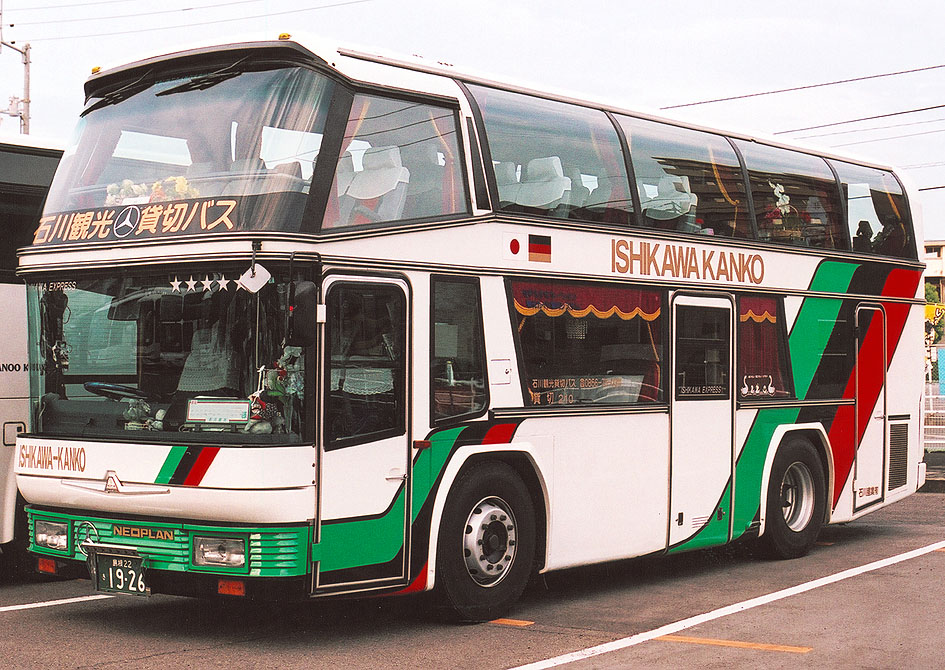
スカイライナー先々代モデル9m車 石川産業
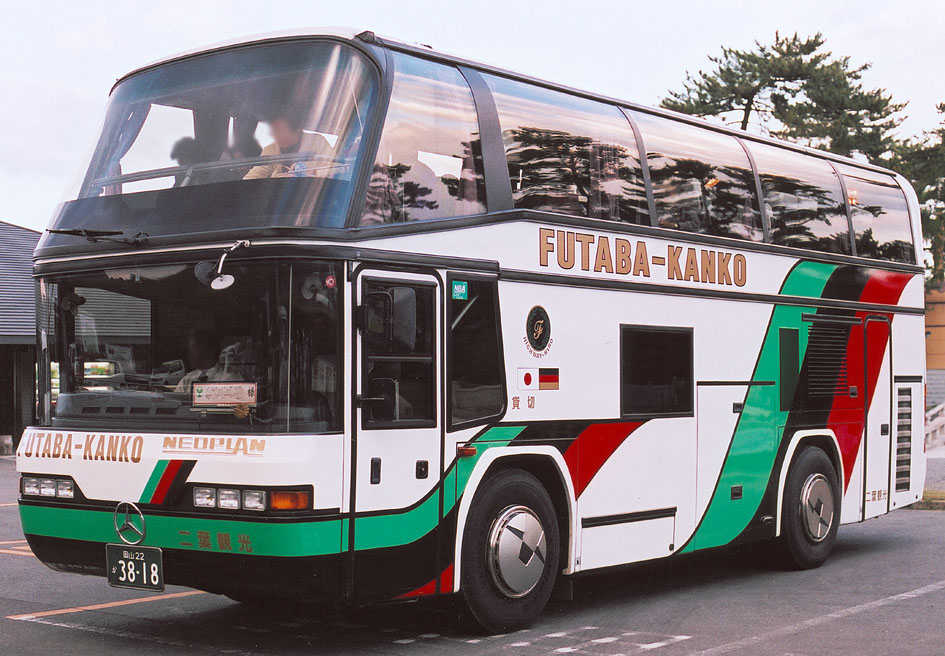
スカイライナー先代モデル9m車 二葉観光
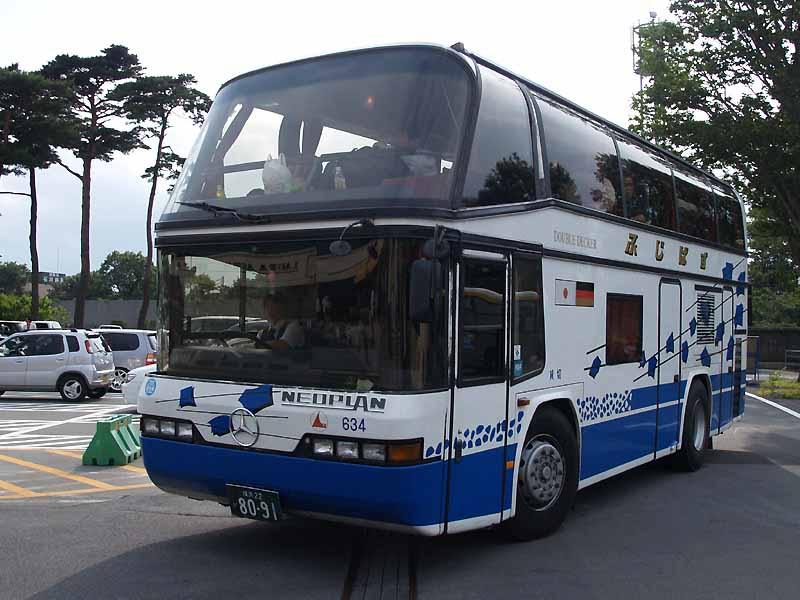
スカイライナー先代モデル9m車（1993年式）ふじばす
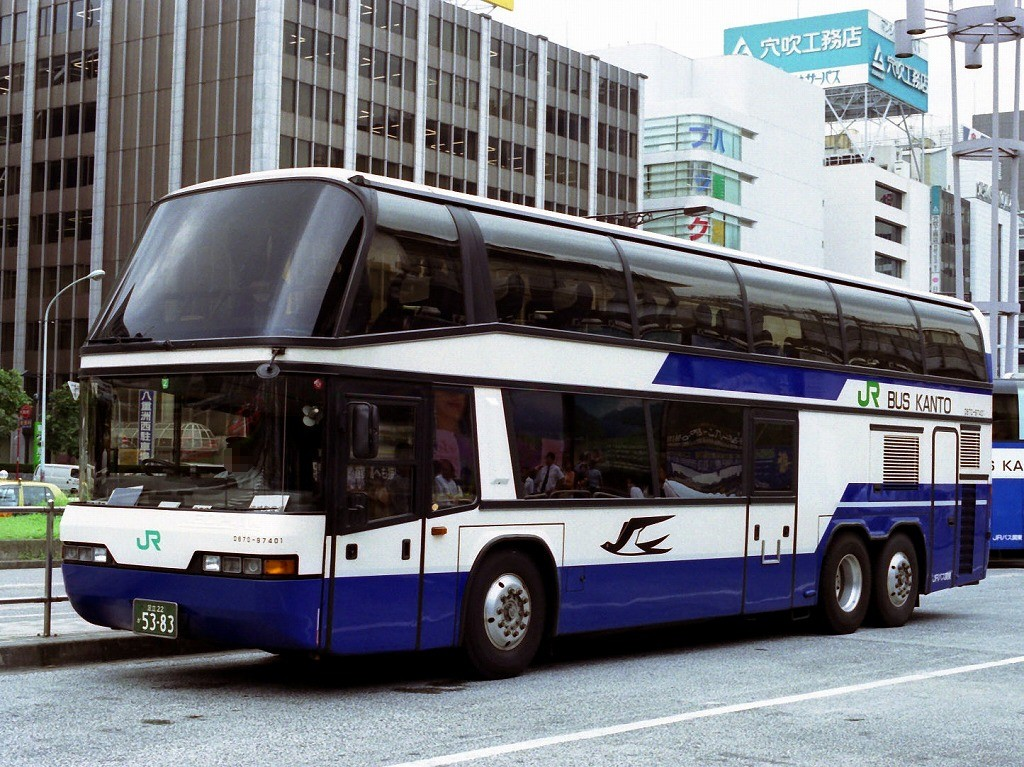
スカイライナー先代モデル（1997年式）JRバス関東
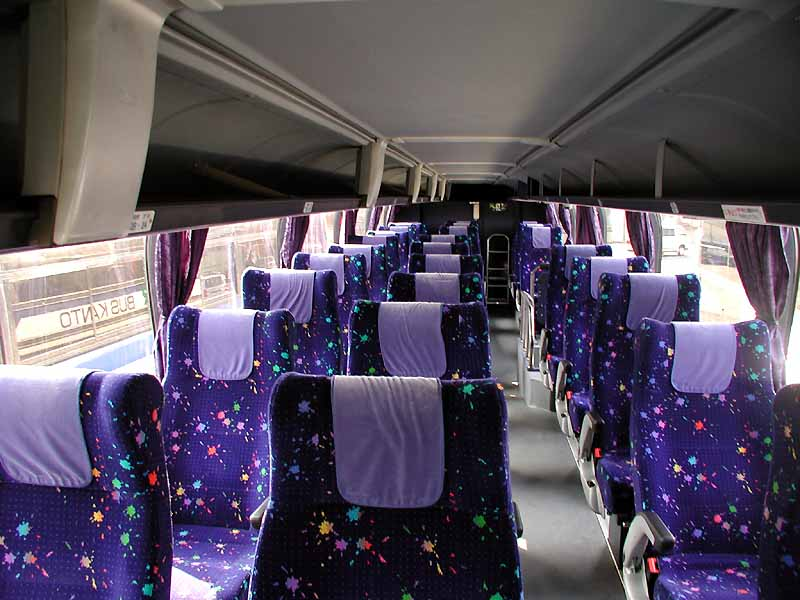
純正シートで独立3列シート仕様とした例（JRバス関東）
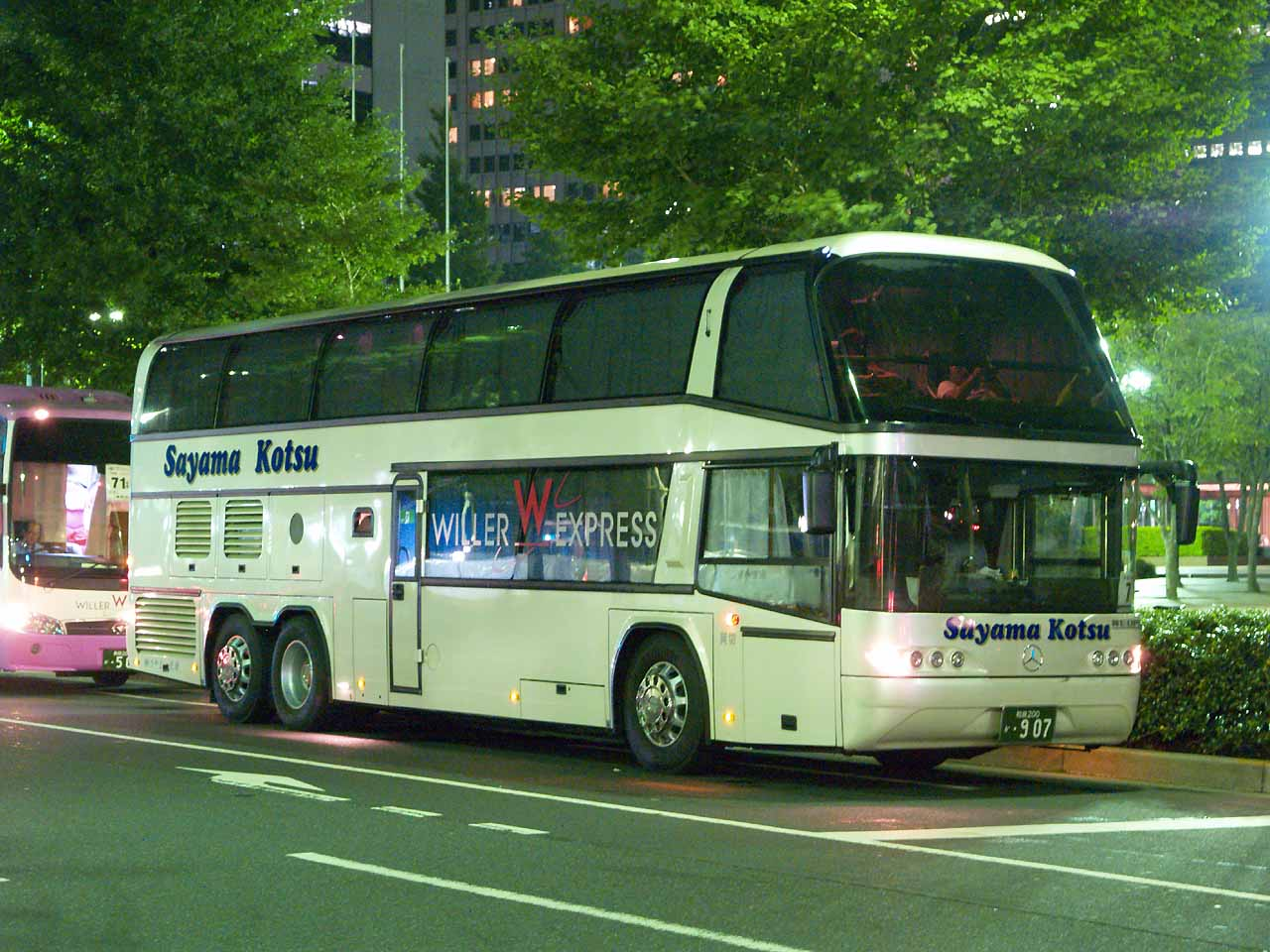
スカイライナー先代モデル（200x年式）さやま交通